# Svenska Unescorådet
Svenska Unescorådet (engelska: Swedish National Commission for UNESCO) är en nationell rådgivande och sakkunnig myndighet som länkar samman experter, organisationer, myndigheter och regering inom de områden som rör Unescos verksamhet i Sverige. Rådet har i uppdrag att ge råd till regeringen när det gäller Unescos verksamhet och informera om och sprida kunskap om Unesco i Sverige. Svenska Unescorådet ska också bidra till att genomföra Sveriges strategi för samarbete med Unesco.

## Bakgrund
Svenska Unescorådet är den svenska så kallade nationalkommissionen för Unesco, ett FN-organ som arbetar med utbildning-, vetenskap- och kulturfrågor. Regeringen i varje medlemsland i Unesco utser dessa nationalkommissioner, som länkar samman Unesco med institutioner och organisationer i det egna landet. Unesco är den enda FN-organisationen som har en sådan typ av globalt nätverk av lokala och nationella samarbetspartner. I Sverige är Svenska Unescorådet denna nationalkommission.

## Verksamhet
Svenska Unescorådet inrättades 1951 och består i dag av tio ledamöter som utses av Regeringskansliet för en period på fyra år. Ledamöterna är yrkesverksamma inom något av Unescos verksamhetsområden. Lena Sommestad är sedan februari 2018 ordförande för Svenska Unescorådet.  Generalsekreterare har de senaste åren varit Mats Djurberg och Anna-Karin Johansson. Från den 19 augusti 2024 är Maria Wilenius generalsekreterare.
Svenska Unescorådet organiserar möten och konferenser om Unescos arbete, producerar informationsmaterial och samarbetar med experter, myndigheter och organisationer inom utbildning, vetenskap, kultur och kommunikation. Svenska Unescorådet lämnar också råd till regeringen när det gäller till exempel förslag på nya världsarv eller biosfärområden i Sverige.
Ett kansli är knutet till rådet för det dagliga arbetet och för att samordna och samverka med alla aktörer som är engagerade i Unescos internationella arbete. Svenska Unescorådets kansli är en permanent kommitté som sorterar under Utbildningsdepartementet.

## Ordförande
- 1960 - 1968  Ragnar Lund
- 1969 - 1983  Ernst Michanek
- 1984 - 1989  Birgitta Ulvhammar
- 1990 - 1994  Göran Löfdahl
- 1995 - 1998  Margareta Alin
- 1999 - 2002  Nils Gunnar Nilsson
- 2003 - 2006  Ingegerd Wärnersson
- 2007 - 2010  Görel Thurdin
- 2011 - 2017  Inger Davidson
- 2018 -           Lena Sommestad